# Вежбниця (Любуське воєводство)
Вежбниця (пол. Wierzbnica, нім. Würbitz) — село в Польщі, у гміні Битом-Оджанський Новосольського повіту Любуського воєводства.
Населення — 163 особи (2011).
У 1975-1998 роках село належало до Зеленогурського воєводства.

## Демографія
Демографічна структура станом на 31 березня 2011 року:
|          | Загалом | Допрацездатний вік | Працездатний вік | Постпрацездатний вік |
| -------- | ------- | ------------------ | ---------------- | -------------------- |
| Чоловіки | 82      | 24                 | 52               | 6                    |
| Жінки    | 81      | 18                 | 50               | 13                   |
| Разом    | 163     | 42                 | 102              | 19                   |